# 鷲崎健の2h
『A&G ARTIST ZONE 鷲崎健の2h』（わしざきたけしのにえっち）は、2010年10月8日から 2015年4月3日まで文化放送超!A&G+で放送されていた生放送番組。パーソナリティは鷲崎健。

## 番組概要

### パーソナリティ
パーソナリティ
鷲崎健

### 放送時間
- 2010年10月8日 - 2015年4月3日
金曜日 19:00 - 21:00（リピート放送：月曜日13:00 - 15:00）

## コーナー
オープニングフリートーク
『鷲崎健の超ラジ!』同様、オープニングから始まるフリートーク。10分以上続く場合が多い。
三角コーナー
リスナーからテーマに沿った音源を募り、それを番組中で流すコーナー。コーナー名は台所用品の三角コーナーから来ており、「腐りかけの音源」にかけている。
2010年10月29日（第4回）での単発企画がレギュラーコーナー化し、11月開始。初期は特にテーマがなかった。

### 過去のコーナー
誰も知らない名曲集
鷲崎たっての希望で『鷲崎健の超ラジ!』から継続されたコーナー。毎回テーマを決めて鷲崎のCDライブラリの中から選曲し、紹介した。
2011年3月31日の地上デジタルラジオ終了により著作権管理が困難になるため、3月25日（第24回）の「誰も知らない名曲集スペシャル」を最後に終了。

## ゲスト
第201回 -
- 第201回（2014年08月15日） - 遠藤ゆりか、田村ゆかり
- 第202回（2014年08月22日） - カスタマイZ、きただにひろし
- 第203回（2014年08月29日） - 牧野由依、三重野瞳
- 第204回（2014年09月05日） - 流田豊（流田Project）
- 第205回（2014年09月12日） - 高橋直純、every♥ing!（木戸衣吹、山崎エリイ）
- 第206回（2014年09月19日） - Ceui、TRUE
- 第207回（2014年09月26日） - SCREEN mode、田上真里奈、高橋未奈美（Trefle）
- 第208回（2014年10月03日） - 秋山ゆずき、加藤茜、加藤夏子（聖地巡礼ガール）、ゆいかおり（小倉唯、石原夏織）
- 第209回（2014年10月10日） - かなでももこ、分島花音
- 第210回（2014年10月17日） - 大久保瑠美、秦佐和子、優木かな、M・A・O、深田愛衣
- 第211回（2014年10月24日） - 巴奎依、広瀬ゆうき、荻野沙織、小森未彩、清水川沙季（A応P）
- 第212回（2014年10月31日） - 佐咲紗花、茅原実里
- 第213回（2014年11月07日） - 綾野ましろ、遠藤正明
- 第214回（2014年11月14日） - 彩音、結城アイラ、アヤミ・チェルシー・スノウ、ルイズ・スフォルツア（アフィリア・サーガ）、野水伊織、佐土原かおり（sweet ARMS）、玉置成実
- 第215回（2014年11月21日） - 木村珠莉、佳村はるか、千菅春香、石田燿子
- 第216回（2014年11月28日） - ZAQ
- 第217回（2014年12月05日） - MIKOTO、ハート♡インベーダー（大森日雅、鈴木絵理、田澤茉純、長縄まりあ）
- 第218回（2014年12月12日） - ゆい （妖精帝國）
- 第219回（2014年12月19日） - 沢井美空、Ichigo （岸田教団&THE明星ロケッツ）
- 第220回（2014年12月26日） - 能登有沙、豊田萌絵、伊藤美来（StylipS）、高橋美佳子
- 第221回（2015年01月02日） - ゆいかおり（小倉唯、石原夏織）
- 第222回（2015年01月09日） - AiRI
- 第223回（2015年01月16日） - 佐土原かおり、Machico
- 第224回（2015年01月23日） -  HAMA、GORO、DAICHI（カスタマイZ）、bamboo
- 第225回（2015年01月30日） -  ダイアナ・ガーネット、ChouCho
- 第226回（2015年02月06日） - angela、fhána
- 第227回（2015年02月13日）[4] - 鷲崎淳一郎、伊藤竹彦[5]
- 第228回（2015年02月20日） - 牧野由依、奥井雅美
- 第229回（2015年02月27日） - 高橋美紀、愛原ありさ、曽我部英理、中島由貴、村北沙織（アース・スター ドリーム）
- 第230回（2015年03月06日） - 瀧川ありさ、新谷良子
- 第231回（2015年03月13日） - 芹澤優、久保田未夢（i☆Ris）、茅原実里
- 第232回（2015年03月20日） - 春奈るな
- 第233回（2015年03月27日） - 田村ゆかり
- 第234回（2015年04月03日） - 南里侑香、吉田仁美、黒崎真音、azusa、Ray

## エピソード
- 第100回（2012年9月7日）放送では100回放送記念として、『100人にありがとう』と題しリスナー100人に電話をかける企画を放送した。100人にはリスナーのみならず、同じ2hの歴代パーソナリティ、同時期に放送開始したA&G NEXT GENERATION Lady Go!!パーソナリティ[6]、更に鷲崎が熱烈なファンである野中藍なども含まれた。盛り上がった事もあり案の定100人のリスナーと電話を繋げず、結果として24人と電話をつなぐに留まった。
- 第200回（2014年8月8日）放送では200回記念放送として、『200回音源』と題しリスナーから募集した200に因んだ様々な音源を放送した。